# CupCakeCup
CupCakeCup is een Nederlands televisieprogramma dat sinds december 2012 jaarlijks in de kerstvakantie dagelijks wordt uitgezonden door de AVROTROS op televisiezender NPO Zapp.
In het programma strijden kandidaten in de leeftijd van 10 tot 13 jaar om de Gouden CupCakeCup. Hiervoor moeten zij verschillende opdrachten met betrekking tot het maken van cupcakes tot een goed einde weten te brengen. De resultaten worden beoordeeld door een jury die bestaat uit meesterpatissier Robèrt van Beckhoven en patissier Remy Duker. Er zijn regelmatig ook gastjuryleden. Het programma werd achtereenvolgens gepresenteerd door: Tim Douwsma(2012-2015), Klaas van der Eerden(2016-2021) en Britt Dekker(2022-heden).
De voorselectie vindt plaats in het Vondelpark bij het Vondel CS. Hier moeten de deelnemers die zich aangemeld hebben hun cupcakes presenteren aan de jury en degenen die door de jury geselecteerd worden moeten in een tent een eerste opdracht doen. Uit deze kandidaten worden vervolgens de 20 kandidaten geselecteerd die aan het werkelijke programma mee mogen doen.
Voorafgaand aan de CupCakeCup werd in 2012 de CupCakeKlas uitgezonden.
In 2020 werd de opzet van het programma veranderd. Er deden dit jaar voor het eerst duo's mee in plaats van solo-bakkers. Er was in 2020 en 2021 vanwege de coronapandemie die in 2020 uitbrak geen voorselectie in Vondel CS. In plaats daarvan waren er voorafgaand aan de CupCakeCup selectiebattles. Hierin namen 30 geselecteerde duo's het tegen elkaar op. Daarvan gingen er uiteindelijk 14 door naar het werkelijke programma.
In 2022 keerde de voorselectie weer terug en waren er dus geen selectiebattles meer.

## Winnaars
- Seizoen 1 - 2012/2013 - Bo
- Seizoen 2 - 2013/2014 - Floor
- Seizoen 3 - 2014/2015 - Rens
- Seizoen 4 - 2015/2016 - Carmen
- Seizoen 5 - 2016/2017 - Isa
- Seizoen 6 - 2017/2018 - Roos
- Seizoen 7 - 2018/2019 - Sophie
- Seizoen 8 - 2019/2020 - Lotte
- Seizoen 9 - 2020/2021 - Julia/Robine
- Seizoen 10 - 2021/2022 - Yara/Filiz
- Seizoen 11 - 2022/2023 - Livia/Julia
- Seizoen 12 - 2023/2024 - Kiki/Liz
- Seizoen 13 - 2024/2025 - Teije/Madelief

## Opzet
In het programma volgt als eerste de intro met de slogans van de bakkers. Daarna volgt opdracht 1 waarbij de winnaar een punt vergaart. Daarna volgt een masterclass waarbij deze structuur toegepast moet worden in de tweede opdracht. Soms komt er een gast die dan ook een extra punt uitreikt. Na de tweede ronde volgen de cijfers en indien er een gast is het extra punt. Tot 2016/2017 Werden er 2 cijfers gegeven, voor smaak en uiterlijk, daarna nog enkel 1 cijfer. De eerste 2 afleveringen zijn duo-opdrachten. Na aflevering 3 valt de helft af en na de laatste vallen er 3 af en gaan er 2 door naar de finale.
In 2020 werd de opzet veranderd. Dit omdat er voor het eerst duo's meededen. Na elke aflevering valt er een duo af zodat er aan het einde van de week twee overblijven die doorgaan naar de finale. De rest van de opzet is vrijwel hetzelfde gebleven. Er zijn echter geen duo-opdrachten meer. De duo's worden aan het eind van de aflevering beoordeeld met één cijfer op basis van de twee opdrachten. Nieuw is dat overgebleven tijd van opdracht 1 wordt meegenomen naar opdracht 2.